# Jacek Rudnicki
Jacek (Hiacynt) Rudnicki herbu Strzemię – cześnik stężycki w latach 1780–1793, komornik graniczny radomski.
Był komisarzem Sejmu Czteroletniego z powiatu radomskiego województwa sandomierskiego do szacowania intrat dóbr ziemskich w 1789 roku.